# يوهان هيلدينبيرج
يوهان هيلدينبيرج هو كاتب وكاتب سيناريو ومؤدي ومؤلف ومبدع ومخرج وممثل بلجيكي، ولد في 11 مايو 1967 في بلجيكا.

## أعمال

### أفلام
- (1995) أنطونيا[6]
- (2004) ستيف + سكاي
- (2011) هستا لا فيستا[7]
- (2012) انهيار الدائرة المكسورة[8][9]

## ترشيحات
- جائزة الفيلم الأوروبي لأفضل ممثل [الإنجليزية]‏، عن عمل: انهيار الدائرة المكسورة (2013)

## وصلات خارجية
- يوهان هيلدينبيرج على موقع IMDb (الإنجليزية)
- يوهان هيلدينبيرج على موقع قاعدة بيانات الأفلام العربية
- يوهان هيلدينبيرج على موقع ألو سيني (الفرنسية)
- يوهان هيلدينبيرج على موقع ميوزك برينز (الإنجليزية)
- يوهان هيلدينبيرج على موقع أول موفي (الإنجليزية)
- يوهان هيلدينبيرج على موقع قاعدة بيانات الأفلام السويدية (السويدية)
- يوهان هيلدينبيرج على موقع ديسكوغز (الإنجليزية)
- يوهان هيلدينبيرج على موقع قاعدة بيانات الفيلم (الإنجليزية)
- يوهان هيلدينبيرج على موقع كينوبويسك (الروسية)